# Уилмингтон (тауншип, Миннесота)
Уилмингтон (англ. Wilmington) — тауншип в округе Хьюстон, Миннесота, США. На 2000 год его население составило 472 человека.

## География
По данным Бюро переписи населения США площадь тауншипа составляет 93,2 км², из которых 93,2 км² занимает суша, водоёмов нет.

## Демография
По данным переписи населения 2000 года здесь находились 472 человека, 169 домохозяйств и 138 семей.  Плотность населения —  5,1 чел./км².  На территории тауншипа расположено 179 построек со средней плотностью 1,9 построек на один квадратный километр.
Из 169 домохозяйств в 37,3 % воспитывались дети до 18 лет, в 77,5 % проживали супружеские пары, в 2,4 % проживали незамужние женщины и в 18,3 % домохозяйств проживали несемейные люди. 15,4 % домохозяйств состояли из одного человека, при том 6,5 % из — одиноких пожилых людей старше 65 лет. Средний размер домохозяйства — 2,79, а семьи — 3,10 человека.
29,0 % населения — младше 18 лет, 4,7 % — в возрасте от 18 до 24 лет, 24,6 % — от 25 до 44, 27,8 % — от 45 до 64, и 14,0 % — старше 65 лет. Средний возраст — 41 год. На каждые 100 женщин приходилось 108,8 мужчин.  На каждые 100 женщин старше 18 приходилось 105,5 мужчин.
Средний годовой доход домохозяйства составлял 38 214 долларов, а средний годовой доход семьи —  43 750 долларов. Средний доход мужчин —  27 813  долларов, в то время как у женщин — 16 625. Доход на душу населения составил 20 072 доллара. За чертой бедности находились 2,2 % семей и 3,5 % всего населения тауншипа, из которых 2,6 % младше 18 и 5,8 % старше 65 лет.